# ダランベールの微分方程式
ダランベールの微分方程式（ダランベールのびぶんほうていしき、英語: d'Alembert's equation）とは、
{\displaystyle y=xf\left({\frac {dy}{dx}}\right)+g\left({\frac {dy}{dx}}\right)}　　…　(1)
の形をしている一階常微分方程式である。
ここで、f、g はそれぞれ、微分可能実関数で、かつ f(p) ≠ p だとする。
f が恒等写像の場合、(1) はクレローの微分方程式となる。
この方程式は、ラグランジュの微分方程式（英語: Lagrange's equation）とも呼ばれる。

## 解法
{\displaystyle p={\frac {dy}{dx}}} とおくと、(1) は、
{\displaystyle y=xf(p)+g(p)\,}　　…　(2)
となる。
(2) の両辺を x で微分すると、
{\displaystyle p=f(p)+xf'(p){\frac {dp}{dx}}+g'(p){\frac {dp}{dx}}}
である。
p を独立変数、x を p の関数とみなすと、f(p) ≠ p  だから、
{\displaystyle {\frac {dx}{dp}}+{\frac {f'(p)}{f(p)-p}}x+{\frac {g'(p)}{f(p)-p}}=0}　　…　(3)
となる。
(3) は一階線型常微分方程式だから、定数変化法により一般解が
{\displaystyle {\begin{aligned}x=&\exp \left(-\int {\frac {f'(p)}{f(p)-p}}dp\right)\\&\left\{C-\int {\frac {g'(p)}{f(p)-p}}\exp \left(\int {\frac {f'(p)}{f(p)-p}}dp\right)dp\right\}\\\end{aligned}}}　　…　(4)
と求まる。
ここに、C は、積分定数である。
(1) の一般解は、p を助変数として、(2) と (4) により得られる。
なお、α = f(α) を満たす実数 α が存在する場合、y = x f(α) + g(α) が (1) の特異解を与えることがある。